# Jude Law
David Jude Heyworth Law (Lewisham, Londres, 29 de diciembre de 1972), más conocido como Jude Law, es un actor, productor y director de cine y de teatro británico.
Comenzó su carrera en el teatro antes de conseguir pequeños papeles en varias producciones de televisión y largometrajes británicos, y luego obtuvo reconocimiento por su papel en The Talented Mr. Ripley (1999), de Anthony Minghella, por la que ganó el Premios BAFTA al mejor actor en un papel secundario y fue nominado a un Premio Óscar.
Law encontró un mayor éxito comercial y de crítica en AI Artificial Intelligence (2001) de Steven Spielberg, Road to Perdition (2002) de Sam Mendes, Cold Mountain (2003) de Minghella, por la que obtuvo nominaciones al Premio de la Academia y al BAFTA, además del drama Closer (2004) y la comedia romántica The Holiday (2006). 
Luego asumiría varios papeles, incluido el Dr. Watson en Sherlock Holmes (2009) y Sherlock Holmes: Juego de sombras (2011), un Albus Dumbledore más joven en Animales fantásticos: los crímenes de Grindelwald (2018) y Animales fantásticos: los secretos de Dumbledore (2022); todos los cuales se encuentran entre sus lanzamientos más taquilleros. Otros papeles notables incluyen las series de televisión The Young Pope (2016) y The New Pope (2020).
Además de su trabajo cinematográfico, Law ha actuado en varias producciones del West End de Londres y en Broadway de New York, incluidas Les Parents terribles en 1994, Hamlet en 2010 y Anna Christie en 2011.
Law ha recibido múltiples premios y nominaciones, incluido un Premio BAFTA al Mejor Actor de Reparto y el Premio César Honorario. Ha sido nominado a un Premio BAFTA al Mejor Actor en un Papel Protagónico , así como a un total de dos Premios de la Academia, dos Premios Tony y cuatro Premios Globo de Oro. Además, Law fue nombrado caballero de la Orden de las Artes y las Letras por el gobierno francés en 2007.

## Biografía

### Primeros años
Law nació en Lewisham, Sur de Londres, es el segundo hijo de los profesores Peter Robert Law y Margaret Heyworth. Su hermana Natasha es pintora y diseñadora gráfica. Se crio en Blackheath, una zona en el Municipio de Greenwich (Londres) y fue a la escuela primaria John Ball en Blackheath y Kidbrooke School en Kidbrooke, antes de asistir a Alleyn's School en Dulwich.

### Vida personal
El actor se casó en 1996 con la actriz Sadie Frost, a quien conoció mientras filmaba Shopping, pero se divorciaron en octubre de 2003. Fruto de la unión, nacieron tres hijos: el primero, Rafferty, nació el 6 de octubre de 1996; la segunda, Iris, el 25 de octubre de 2000 (cuya madrina es la modelo Kate Moss) y el tercer hijo, Rudy, el 10 de septiembre de 2002. Fue el padrastro de Finlay Munro (nacido el 20 de septiembre de 1990), hijo de Sadie Frost con su primer marido, Gary Kemp.
Fue compañero sentimental de la actriz Sienna Miller, ambos se conocieron durante el rodaje de Alfie (2004), pero tuvieron serios problemas después de salir a la luz la infidelidad de Jude con la niñera de sus hijos. Si bien en diciembre de 2009 se hizo público que Law y Sienna Miller habían reavivado su relación, en febrero de 2011 se anunció que se habían separado de nuevo.
Anteriormente, el 29 de julio de 2009, se anunció que Jude Law se convertiría en padre por cuarta vez, tras una breve relación con una modelo neozelandesa, Samantha Burke, en 2008. Burke dio a luz a una hija, Sofia, el 22 de septiembre de 2009 en Nueva York.
El 16 de marzo de 2015 fue padre por quinta vez, de una niña llamada Ada, fruto de su breve relación con la cantante Catherine Harding.
En mayo de 2019, se casó en una ceremonia íntima con la psicóloga Philippa Coan, con quien mantenía una relación de 4 años. En mayo de 2020 anunció que estaba esperando su primer hijo con su actual esposa y el sexto en total. En septiembre de 2020 se confirmó el nacimiento de su sexto hijo.
En general, su vida sentimental ha sido bastante seguida por la prensa rosa. Law es amigo íntimo de los actores Rachel Weisz, Daniel Craig, Jonny Lee Miller, Robert Downey Jr. y Ewan McGregor del cual fue compañero de habitación en su etapa estudiantil. Jude Law, junto a su exesposa Sadie Frost, el actor Ewan McGregor y Jonny Lee Miller se asociaron y fundaron una compañía productora llamada “Natural Nylon”.

## Trayectoria profesional

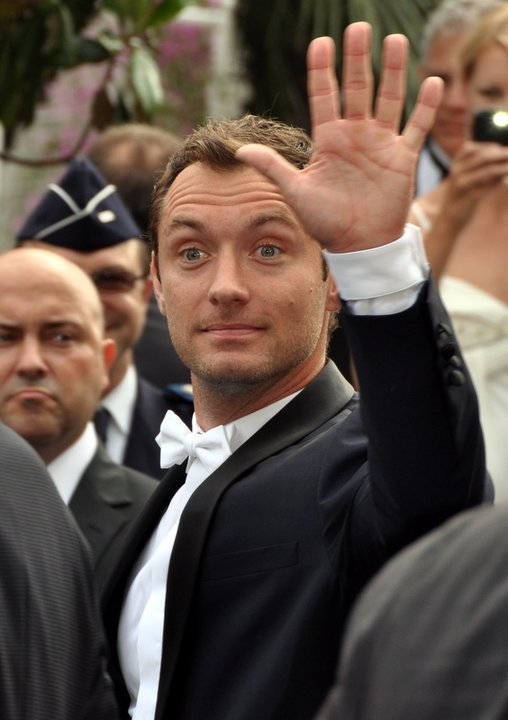
Law en el Festival de Cannes de 2011.

### Teatro
Jude Law comenzó trabajando como actor en su adolescencia, apareciendo en series de televisión inglesas y en obras de teatro en el National Youth Theatre en 1987, personificando papeles en la obra The Ragged Child, galardonada por el Edinburgh Fringe. Uno de sus primeros papeles importantes fue el de Foxtrot Darling en The Fastest Clock In The Universe de Philip Ridley, y el papel de Michael en la producción de West End de la tragicomedia de Jean Cocteau Les parents terribles, dirigida por Sean Mathias, papel por el que fue nominado a un Premio Laurence Olivier como joven actor, y recibió el Ian Charleson Award por destacarse igualmente como revelación.
Dejó Inglaterra y se trasladó a Broadway, donde en 1995 actuó en Indiscretions, junto a Kathleen Turner, Roger Rees y Cynthia Nixon, papel por el cual fue nominado a un premio Tony y a un Theatre World Award.
No fue sino hasta mayo de 2009, que Law volvió a los escenarios de Londres para representar el papel principal en Hamlet de Shakespeare en el Donmar Warehouse de West End en el Wyndham's Theatre.

### Cine y series
Después de una breve carrera en el teatro y la televisión, como en la serie Families (1990) que lo lanzó a la fama en su país natal, Jude Law se inicia en la gran pantalla en 1994 con el filme de ciencia ficción Shopping (1994), dirigido por Paul W.S. Anderson. Pero no fue hasta tres años más tarde, con la película Gattaca (1997) de Andrew Niccol, cuando realmente se dio a conocer al público en general. Posteriormente Clint Eastwood, le ofreció el papel de Billy Hanson en Medianoche en el jardín del bien y del mal (1997) y David Cronenberg se fijó en él para protagonizar eXistenZ (1999). Con su interpretación en El talento de Mr. Ripley ya mostraba un ascenso meteórico en el cine, algo que rubricó con Enemigo a las puertas (2001). Steven Spielberg, le escogió para dar vida a uno de los papeles más carismáticos de su carrera, el del robot Gigolo Joe en A.I. Inteligencia Artificial (2001). Al año siguiente apareció en Camino a la perdición junto a Tom Hanks y con el director de la película Sam Mendes, papel por el cual recibiría buenas críticas. Se encontró con Nicole Kidman en Cold Mountain (2003) y con Gwyneth Paltrow en El Capitán Sky y el mundo del mañana (2004). En ese mismo año estrenó Alfie, adaptación de la película protagonizada por Michael Caine en 1966, en la cual tuvo una destacada interpretación.
Ha trabajado con grandes cineastas como Martin Scorsese en El aviador (2004), con Kenneth Branagh en La huella (2007), o con Terry Gilliam en la película El imaginario del Doctor Parnassus (2009).
Su carrera se revitalizó gracias a su papel del Doctor John H. Watson, el compañero de Sherlock Holmes en la película Sherlock Holmes (2009), compartiendo protagonismo junto con el actor Robert Downey Jr., y con la continuación de la saga en Sherlock Holmes: Juego de sombras (2011).

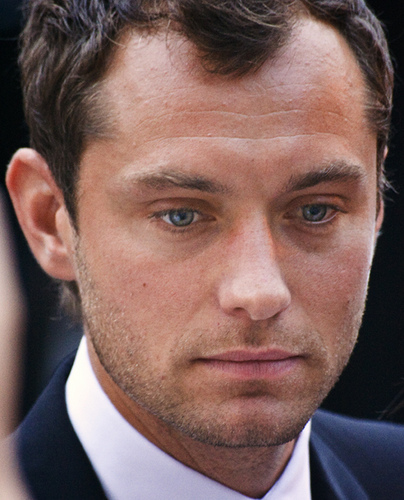
Jude Law

Intervino en la película de ciencia ficción Repo Men (2010) basada en una novela de Eric García, fue dirigido por Steven Soderbergh en Contagio (2011), y en Efectos Secundarios (2013), y volvió a ser dirigido por Martin Scorsese en La invención de Hugo (2011). Law prestó su voz al personaje del Coco en la película de fantasía Rise of the Guardians estrenada en 2012, luego realizó una notable interpretación como Alexis Alexandrovich Karenin, el esposo de Anna Arkadievna Karenina interpretado por Keira Knightley en la película británica Anna Karenina (2012). Intervino en El Gran Hotel Budapest (2014), y poco después compartió créditos con Jason Statham y Melissa McCarthy en la comedia Espías (2015).

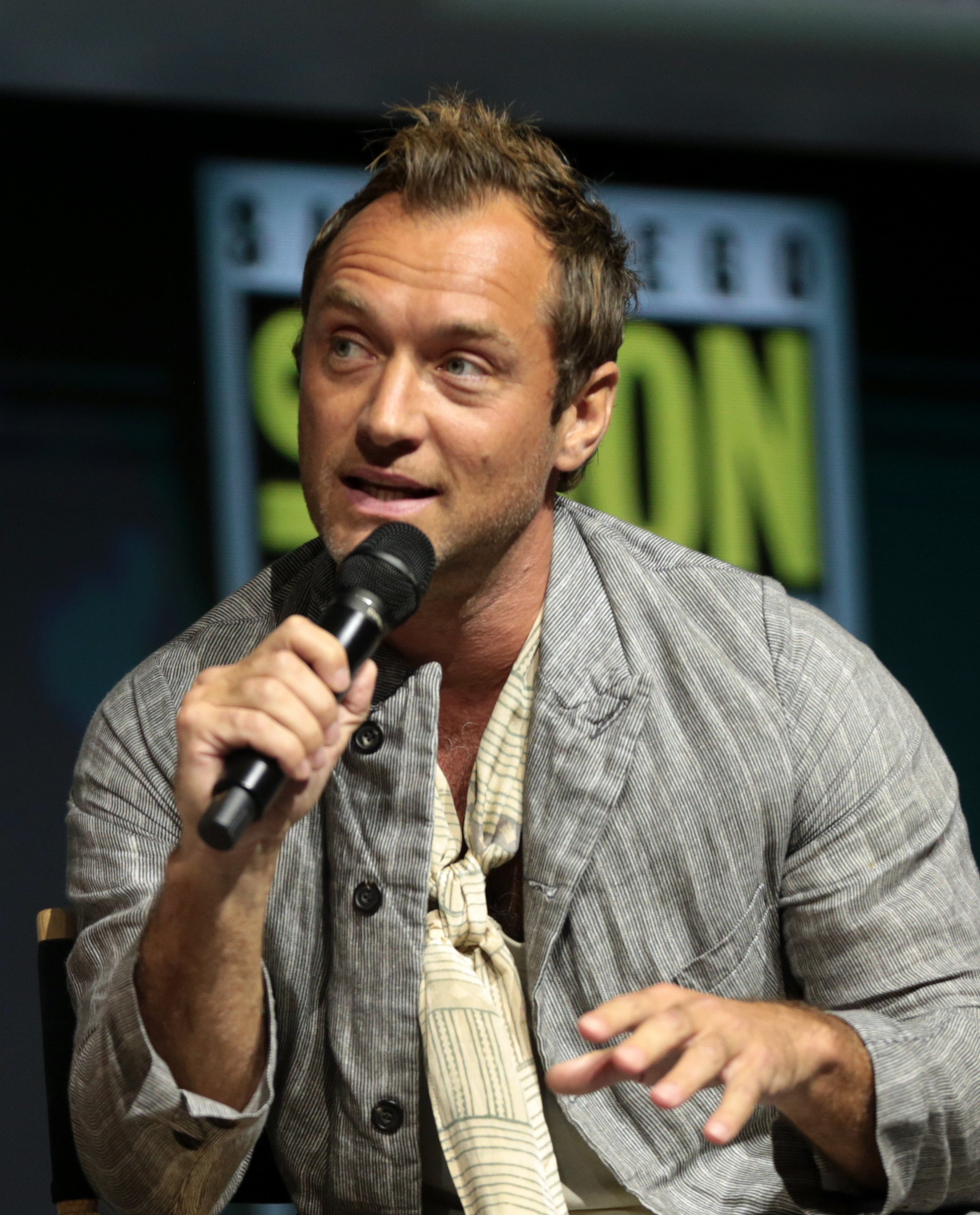
Jude Law hablando en la Comic Con International de San Diego de 2018.

Law interpretó a Albus Dumbledore, un mago, en la película de fantasía Animales fantásticos: Los crímenes de Grindelwald (2018). Fue estrenada el 16 de noviembre de 2018 con críticas mixtas. Law también interpretó a Yon-Rogg en la película de superhéroes de Marvel Cinematic Universe Capitana Marvel (2019), que fue un éxito de taquilla mundial, recaudando más de mil millones de dólares en todo el mundo. En 2023, Law interpretó al Capitán Garfio en Peter Pan & Wendy (2023), una adaptación de acción real de la película animada Peter Pan, que se estrenó directamente en Disney+.  Law protagonizará Star Wars: Skeleton Crew, una serie de Disney+ que se estrenará en 2024.
Protagonizará la película basada en hechos reales The Order (2024) interpretando a un Agente del FBI, que persigue al grupo La Orden, junto con el actor Nicholas Hoult, dirigida por Justin Kurzel para Amazon Prime Video.

## Filmografía

### Largometrajes
| Año  | Título                                            | Personaje                   | Director                | Ref.   |
| ---- | ------------------------------------------------- | --------------------------- | ----------------------- | ------ |
| 1994 | Shopping                                          | Billy                       | Paul W. S. Anderson     |        |
| 1996 | Me quiere, no me quiere                           | Ethan                       | Billy Hopkins           |        |
| 1997 | Bent                                              | Stormtrooper                | Sean Mathias            |        |
| 1997 | Wilde                                             | Lord Alfred Douglas         | Brian Gilbert           |        |
| 1997 | Gattaca                                           | Jerome Eugene Morrow        | Andrew Niccol           |        |
| 1997 | Medianoche en el jardín del bien y del mal        | Billy Carl Hanson           | Clint Eastwood          |        |
| 1998 | Music from Another Room                           | Danny                       | Charlie Peters          |        |
| 1998 | Final Cut                                         | Jude                        | Dominic Anciano         |        |
| 1998 | La sabiduría de los cocodrilos                    | Steven Grlscz               | Po-Chih Leong           |        |
| 1999 | eXistenZ                                          | Ted Pikul                   | David Cronenber         |        |
| 1999 | Presence of Mind                                  | Secretario                  | Antonio Aloy            |        |
| 1999 | The Talented Mr. Ripley                           | Dickie Greenleaf            | Anthony Minghella       |        |
| 2000 | Love, Honour and Obey                             | Jude                        | Dominic Anciano         |        |
| 2001 | Enemy at the Gates                                | Vasily Zaytsev              | Jean-Jacques Annaud     |        |
| 2001 | A. I. inteligencia artificial                     | Gigolo Joe                  | Steven Spielberg        |        |
| 2002 | Camino a la perdición                             | Harlen Maguire              | Sam Mendes              |        |
| 2003 | Cold Mountain                                     | W.P. Inman                  | Anthony Minghella       |        |
| 2004 | I Heart Huckabees                                 | Brad Stand                  | David O. Russell        |        |
| 2004 | Alfie                                             | Alfie                       | Charles Shyer           |        |
| 2004 | Closer                                            | Daniel Wool                 | Mike Nichols            |        |
| 2004 | El aviador                                        | Errol Flynn                 | Martin Scorsese         |        |
| 2004 | Sky Captain and the World of Tomorrow             | Capitán Sky Joseph Sullivan | Kerry Conran            |        |
| 2004 | Lemony Snicket's A Series of Unfortunate Events   | Lemony Snicket              | Brad Silberling         |        |
| 2006 | Todos los hombres del rey                         | Jack Burden                 | Steven Zaillian         |        |
| 2006 | Breaking & Entering                               | Will Francis                | Anthony Minghella       |        |
| 2006 | The Holiday                                       | Graham Simpkins             | Nancy Meyers            |        |
| 2007 | My Blueberry Nights                               | Jeremy                      | Wong Kar-wai            |        |
| 2007 | La huella                                         | Milo                        | Kenneth Branagh         |        |
| 2009 | Rage                                              | Minx                        | Sally Potter            |        |
| 2009 | The Imaginarium of Doctor Parnassus               | Tony (2.ª transformación)   | Terry Gilliam           |        |
| 2009 | Sherlock Holmes                                   | Dr. John H. Watson          | Guy Ritchie             |        |
| 2010 | Repo Men                                          | Remy                        | Miguel Sapochnik        |        |
| 2011 | Contagion                                         | Alan Krumwiede              | Steven Soderbergh       |        |
| 2011 | Hugo                                              | Padre de Hugo               | Martin Scorsese         |        |
| 2011 | Sherlock Holmes: Juego de sombras                 | Dr. John H. Watson          | Guy Ritchie             |        |
| 2012 | 360                                               | Michael Daly                | Fernando Meirelles      |        |
| 2012 | Anna Karenina                                     | Alexei Karenin              | Joe Wright              |        |
| 2012 | El origen de los guardianes                       | Pitch, el Bogeyman (voz)    | Peter Ramsey            |        |
| 2013 | Side Effects                                      | Dr. Jonathan Banks          | Steven Soderbergh       |        |
| 2013 | Dom Hemingway                                     | Dom Hemingway               | Richard Shepard         |        |
| 2014 | El Gran Hotel Budapest                            | El joven autor              | Wes Anderson            |        |
| 2014 | Black Sea                                         | Capitán Robinson            | Kevin Macdonald         |        |
| 2015 | Spy                                               | Bradley Fine                | Paul Feig               |        |
| 2016 | Genius                                            | Thomas Wolfe                | Michael Grandage        |        |
| 2017 | King Arthur: Legend of the Sword                  | Vortigen                    | Guy Ritchie             |        |
| 2018 | Animales fantásticos: los crímenes de Grindelwald | Albus Dumbledore            | David Yates             | [ 11 ] |
| 2019 | Capitana Marvel                                   | Yon-Rogg                    | Anna Boden y Ryan Fleck | [ 14 ] |
| 2020 | The Rhythm Section                                | Iain Boyd                   | Reed Morano             |        |
| 2020 | The Nest                                          | Rory O'Hara                 | Sean Durkin             |        |
| 2022 | Animales fantásticos: los secretos de Dumbledore  | Albus Dumbledore            | David Yates             |        |
| 2023 | Peter Pan & Wendy                                 | Capitán Garfio              | David Lowery            | [ 15 ] |
| 2023 | Firebrand                                         | Enrique VIII de Inglaterra  | Karim Aïnouz            |        |
| 2024 | The Order                                         | Terry Husk                  | Justin Kurzel           | [ 17 ] |
| 2024 | Eden                                              | Dr. Friedrich Ritter        | Ron Howard              |        |
| TBA  | The Wizard of the Kremlin                         |                             | Olivier Assayas         |        |
| TBA  | Sherlock Holmes 3                                 | Dr. John Watson             | Dexter Fletcher         |        |

### Cortometrajes
| Año  | Título original | Papel               | Ref    |
| ---- | --------------- | ------------------- | ------ |
| 1992 | The Crane       | Hombre joven        |        |
| 2000 | Happy M'Gee     | Tony M'Gee          |        |
| 2019 | Skywatch        | El limpiaparabrisas | [ 18 ] |

### Series
| Año  | Título original                  | Papel           | Notas                                 | Ref           |
| ---- | -------------------------------- | --------------- | ------------------------------------- | ------------- |
| 1990 | Families                         | Nathan Thompson | Serie                                 |               |
| 1991 | The Case-Book of Sherlock Holmes | Joe Barnes      | Serie: Episodio "Shoscombe Old Place" |               |
| 2016 | The Young Pope                   | Papa Pío XIII   | Serie: 10 episodios                   |               |
| 2017 | Neo Yokio                        | Charles (voz)   | Serie: 7 episodios                    |               |
| 2020 | The Third Day                    | Sam             | Serie: 5 episodios                    |               |
| 2019 | The New Pope                     | Papa Pío XIII   | Serie: 9 episodios                    |               |
| 2024 | Star Wars: Skeleton Crew         | Jod Na Nawood   | Serie de Disney+: 8 episodios         | [ 19 ]        |
| 2025 | Black Rabbit                     | Jake Frieken    | Serie de Netflix: 8 episodios         | [ 20 ] [ 21 ] |

### Telefilmes
| Año  | Título original          | Papel                 | Ref |
| ---- | ------------------------ | --------------------- | --- |
| 1989 | The Tailor of Gloucester | General Sam Stableboy |     |
| 1993 | The Marshal              | Bruno                 |     |

### Contribuciones en bandas sonoras
- "Ah, Leave Me Not to Pine", (The Pirates of Penzance), de la película Wilde, (1997)
- "Tu Vuo' Fa L'Americano", de la película The Talented Mr. Ripley, con Matt Damon, Fiorello y Guy Barker International Quintet, (1999)
- "Avenues and Alleyways", canción original de Tony Christie (1973), de la película Love, Honour and Obey, (2000)
- "Rock On", canción de David Essex, para la película Love, Honour and Obey, (2000)
- "Opening song", interpretada para el programa de la NBC's Saturday Night Live, con Rachel Dratch, Tina Fey, Amy Poehler, Maya Rudolph y Ashlee Simpson, (2004)

## Obras de teatro
| Año       | Obra                                         | Personaje       | Director          | Autor                                         | Teatro | Ref                  |
| --------- | -------------------------------------------- | --------------- | ----------------- | --------------------------------------------- | --- | -------------------- |
| 1987      | Bodywork                                     | Adrenalin       |                   | Richard Stilgoe                               | Northcott Theatre, Exeter (The Exeter Festival) Edinburgh Festival Fringe                                                            | [ 22 ] [ 23 ]        |
| 1988      | The Ragged Child                             | Varios          |                   | Jeremy James Taylor Frank Whately             | Sadler's Wells Theatre Northcott Theatre, Exeter Transmitido por la BBC                                                              | [ 22 ] [ 23 ]        |
| 1988      | The Little Rats                              |                 |                   | Peter Allwood Jeremy James Taylor David Scott | George Square Theatre (Edinburgh International Festival) National Theatre of Northern Greece, Thessaloniki The Opera House, Pirineos | [ 22 ] [ 23 ]        |
| 1989      | Joseph and the Amazing Technicolor Dreamcoat | Joseph          |                   | Andrew Lloyd Webber Tim Rice                  | Herriot Hall (Edinburgh Festival Fringe)                                                                                             | [ 22 ] [ 23 ]        |
| 1989      | The Caucasian Chalk Circle                   |                 |                   | Bertolt Brecht                                | Edinburgh Festival Fringe | [ 22 ] [ 23 ]        |
| 1990      | Captain Stirrick                             | Ned Stirrick    | Eileen Chivers    | Jeremy James Taylor David Scott               | George Square Theatre (Edinburgh Festival Fringe)                                                                                    | [ 22 ] [ 23 ]        |
| 1992      | The Fastest Clock in the Universe            | Foxtrot Darling | Jo Bonney         | Philip Ridley                                 | Hampstead Theatre | [ 24 ]               |
| 1992      | Pygmalion                                    | Freddie         |                   | George Bernard Shaw                           | Tour through Italy |                      |
| 1993      | The Snow Orchid                              | Blaise          | Tim Luscombe      | Joe Pintauro                                  | Gate Theatre |                      |
| 1993      | Live Like Pigs                               | Col             | Kate Mitchell     | John Arden                                    | Royal Court Theatre | [ 25 ]               |
| 1993      | Death of a Salesman                          | Happy           | Matthew Warchus   | Arthur Miller                                 | West Yorkshire Playhouse, Leeds |                      |
| 1994      | Les Parents terribles                        | Michael         | Sean Mathias      | Jean Cocteau                                  | Lyttelton Theatre | [ 26 ]               |
| 1995      | Indiscretions                                | Michael         | Sean Mathias      | Jean Cocteau                                  | Ethel Barrymore Theatre, Broadway | [ 27 ]               |
| 1995      | Ion                                          | Ion             | Nicholas Wright   | Eurípides                                     | Royal Shakespeare Company production The Pit at Barbican Arts Centre                                                                 |                      |
| 1999      | Tis Pity She's a Whore                       | Giovanni        | David Lan         | John Ford                                     | Young Vic Theatre |                      |
| 2002      | Doctor Faustus                               | Doctor Faustus  | David Lan         | Christopher Marlowe                           | Young Vic Theatre | [ 28 ]               |
| 2006      | Beckett at Reading, Gala Evening             |                 | Anthony Minghella | Samuel Beckett                                | Concert Hall, Reading | [ 29 ] [ 30 ]        |
| 2009      | Hamlet                                       | Hamlet          | Michael Grandage  | William Shakespeare                           | Donmar Warehouse en el Wyndham's Theatre Castillo de Kronborg, Helsingør Broadhurst Theatre en Broadway                              | [ 31 ] [ 32 ]        |
| 2011      | Anna Christie                                | Mat Burke       | Rob Ashford       | Eugene O'Neill                                | Donmar Warehouse | [ 33 ]               |
| 2013 2014 | Henry V                                      | Henry V         | Michael Grandage  | William Shakespeare                           | Noël Coward Theatre | [ 34 ] [ 35 ]        |
| 2015      | The Vote                                     |                 | Josie Rourke      | James Graham                                  | Donmar Warehouse, mayo de 2015 | [ 36 ]               |
| 2015      | Letters Live                                 |                 |                   |                                               | Hay Festival, Wales | [ 37 ] [ 38 ] [ 39 ] |

## Reconocimientos

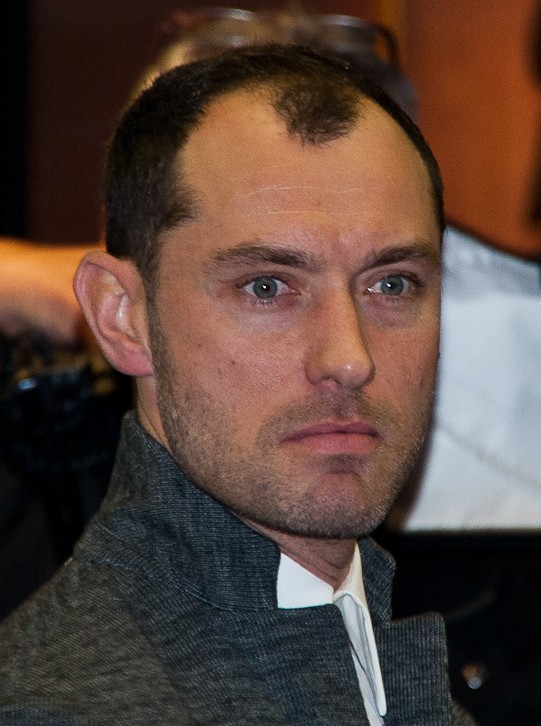
Jude Law en 2013.

### Distinciones
- Top Ten en la lista de las estrellas de cine en Hollywood de 2006, según criterios la Escala Ulmer.
- Caballero de la Orden de las Artes y las Letras ("Chevalier des Arts et des Lettres") por el gobierno francés, en reconocimiento a su contribución a las Artes del mundo del cine, desde el 1 de marzo de 2007.
- Estrella con su nombre en el Paseo de la Fama de Hollywood. (2024)

### Premios y nominaciones

#### Cine
Lista parcial, solo se muestran algunos de los premios y nominaciones más destacados.
 Para ver la lista completa: Premios y nominaciones de Jude Law
| Premio                                   | Año  | Resultado | Categoría                                                     |
| ---------------------------------------- | ---- | --------- | ------------------------------------------------------------- |
| Premios BAFTA                            | 1999 | Ganador   | Mejor actor de reparto por The Talented Mr. Ripley            |
| Globos de Oro                            | 2000 | Nominado  | Mejor actor de reparto por The Talented Mr. Ripley            |
| Globos de Oro                            | 2002 | Nominado  | Mejor actor de reparto por Inteligencia artificial            |
| Premios Óscar                            | 2000 |           | Mejor actor de reparto por The Talented Mr. Ripley            |
| Premios Óscar                            | 2003 | Nominado  | Mejor actor por Cold Mountain                                 |
| Premios BAFTA                            | 2003 | Nominado  | Mejor actor por Cold Mountain                                 |
| MTV Movie Award                          | 2003 | Nominado  | MTV Movie Award as Best Trans-Atlantic Breakthrough Performer |
| Premios del Sindicato de Actores         | 2004 | Nominado  | Mejor reparto por El aviador                                  |
| Globos de Oro                            | 2004 | Nominado  | Mejor actor - Drama por Cold Mountain                         |
| ShoWest Award                            | 2004 | Ganador   | ShoWest Award as Male Star of the Year                        |
| People's Choice Award                    | 2005 | Nominado  | People's Choice Award as Favorite Leading Man                 |
| Premios César                            | 2007 | Ganador   | Premio César César honorario                                  |
| Karlovy Vary International Film Festival | 2010 | Ganador   | President's Prize                                             |
| Globos de Oro                            | 2017 | Nominado  | Mejor actor de miniserie o telefilme por The Young Pope       |

#### Teatro
| Premio                        | Año  | Resultado     | Categoría                                       |
| ----------------------------- | ---- | ------------- | ----------------------------------------------- |
| Laurence Olivier Award        | 1994 | Nominado      | Best Newcomer por Les Parents terribles         |
| Laurence Olivier Award        | 2010 | Nominado      | Best Leading Actor por Hamlet                   |
| Laurence Olivier Award        | 2012 | Nominado      | Best Leading Actor por Anna Christie            |
| Premios Ian Charleson         | 1994 | Tercer premio | Premio Ian Charleson por Ion                    |
| Premios Ian Charleson         | 1999 | Nominado      | Premio Ian Charleson por Tis Pity She's a Whore |
| Tony Award                    | 1995 | Nominado      | Best Featured Actor por Indiscretions           |
| Tony Award                    | 2010 | Nominado      | Best Leading Actor por Hamlet                   |
| Theatre World Award           | 1995 | Ganador       | Theatre World Award por Indiscretions           |
| Critics' Circle Theatre Award | 2010 | Ganador       | Best Shakespearean Performance por Hamlet       |
| South Bank Show Award         | 2010 | Ganador       | Best Leading Actor por Hamlet                   |
| Whatsonstage.com Award        | 2010 | Ganador       | Best Leading Actor por Hamlet                   |
| Whatsonstage.com Award        | 2012 | Nominado      | Best Leading Actor por Anna Christie            |
| Falstaff Award                | 2010 | Ganador       | Best Leading Actor por Hamlet                   |
| Outer Critics Circle Award    | 2010 | Nominado      | Best Leading Actor por Hamlet                   |
| Drama League Award            | 2010 | Nominado      | Best Performance por Hamlet                     |
| Drama Desk Award              | 2010 | Nominado      | Best Performance por Hamlet                     |

#### Televisión
| Año  | Premio              | Nominado                                              | Categoría                                           | Resultado | Ref.   |
| ---- | ------------------- | ----------------------------------------------------- | --------------------------------------------------- | --------- | ------ |
| 2025 | Kids' Choice Awards | Su papel de Jod Na Nawood en Star Wars: Skeleton Crew | Estrella masculina de televisión favorita (familia) | Nominado  | [ 40 ] |